# Naftali Feder

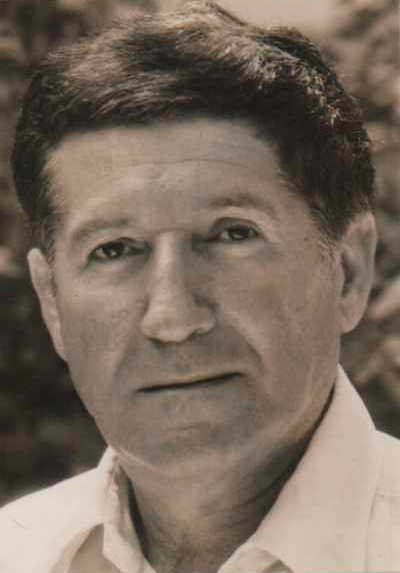
Naftali Feder

Naftali Feder (* 4. Januar 1920 in Olkusz, Polen; † 11. November 2009) war ein israelischer Politiker.
Feder diente während des Zweiten Weltkrieges in der Roten Armee. Von 1946 bis 1949 gehörte er der Führung von Hashomer Hatzair an. 1949 emigrierte er nach Israel. Dort gehörte Feder von 1950 bis 1953 dem Gemeinderat von Nescher an. Später wurde er Leiter der Finanzabteilung von Be’er Scheva. Von 1960 bis 1963 war er Abgesandter der Jewish Agency in Brasilien. Feder saß vom 13. Juni 1977 bis zum 13. August 1984 für die Awoda in der Knesset. Während der 10. Legislaturperiode bekleidete er das Amt des stellvertretenden Parlamentsvorsitzenden.